# Vignetta (filatelia)

Francobollo da 2 Lire del 1945 emesso dall'Italia

La vignetta è la parte centrale del francobollo in cui è contenuto il disegno.
Spesso viene delimitata da un riquadro avente la funzione di cornice che la separa, tramite un margine, dalla dentellatura.